# 江間丈
江間 丈（えま たける、1994年1月27日 - ）は、静岡県磐田市出身のフリーアナウンサー。

## 来歴
磐田東中学校・静岡県立磐田南高等学校を経て早稲田大学人文科学部へ進学後、文学部の西洋史コースへ編入した。磐田東中学校では軟式野球部、磐田南高校では硬式野球部で活動。早稲田大学では、早稲田大学理工硬式野球部と早稲田大学野球サークル「TBCとこのみぃず」に所属した。
大学卒業後の2017年4月1日付で、アナウンサーとして四国放送に入社。『ゴジカル』（テレビの情報番組）のアシスタントMCやラジオ番組のパーソナリティーを務めるかたわら、徳島インディゴソックス（四国アイランドリーグplus）や徳島ヴォルティス（Jリーグ）など、放送対象地域の徳島県に本拠地を置くプロスポーツチームの公式戦中継に出演した。
2021年3月31日付で四国放送を退社し、オフィスキイワード大阪事務所所属のフリーアナウンサーとして関西地方を中心に活動。退社の翌日（4月1日）から翌2022年にかけて『MBSベースボールパーク』（MBSラジオのプロ野球中継）のスタジオアシスタントを務めたほか、関連番組にも出演した。
2023年3月31日付で、オフィスキイワードから独立しフリーランスとなる。独立後は、GAORAの北海道日本ハムファイターズ主催試合中継の実況など、主にスポーツアナウンサーとして活動している他、2024年4月1日からは地元・静岡県のラジオ局K-MIXにて『K-MIX MOVE ON』の月・火曜日パーソナリティーを担当。

## 人物
- 趣味は旅行、野球、イヤホンの聴き比べ、ウィンドウショッピング。静岡県で過ごしていた学生時代から阪神タイガースファンである。
- 特技はバック転。早稲田大学の在学中にはDTMでの作曲にも取り組んでいて、陶山隼（アレンジャー）が代表を務める音楽系の専門学校に2年間通うほどだった。本人曰く「陶山から直々に（作品の）添削指導を受けているうちに、自分に作曲の才能がないことに気付いた」という。
- 実家がかつて旅行会社を営んでおり、学生時代から一人旅を両親に勧められていた影響で、早稲田大学の在学中に総合旅行業務取扱管理者の資格を取得している。
- 好きな食べ物は、サクランボ、きのこ（えのき以外）、あんこう。
- 好きな言葉は「為せば成る」。

## 出演番組

### 現在

#### テレビ
- GAORAプロ野球中継（GAORA）
  - 2021年6月12日の北海道日本ハムファイターズ対横浜DeNAベイスターズ戦（札幌ドーム）中継を皮切りに、副音声向けの実況を随時担当。当時は平日に『MBSベースボールパーク』関連の番組へ出演していたため、主に週末の中継を担当していた。
  - オフィスキイワードから独立した2023年度からは、ファイターズの一軍主管公式戦（エスコンフィールド北海道開催分）当日の練習中継で進行、二軍主管試合（ファイターズ鎌ケ谷スタジアムでのイースタン・リーグ公式戦）中継で実況を任されている。
- プロ野球中継（「スカパー!プロ野球セット」内の各種チャンネル） - 「ビジボ」（ビジターボイス＝中継カードにおけるビジター球団を応援するための副音声）向けの実況を随時担当。
- Jリーグ中継（DAZNからの配信分） - 実況
- ソルトフィッシングパラダイスTV（サンテレビなどで放送）

#### ラジオ
- K-MIX MOVE ON（K-MIX、2024年4月 - ）
  - 月・火曜日を担当。

その他
- Schoo受講生代表

### 過去

#### 四国放送時代

##### テレビ
- ゴジカル!木曜日・金曜日
- ZIP!徳島ローカルパート枠（不定期）
- news every.第1部徳島ローカルパート枠（不定期）
- 徳島新聞ニュース（不定期）
- 徳島ヴォルティスホームゲームリポーター（DAZN）
- スポーツ中継
- 24時間テレビ 愛は地球を救う徳島担当MC

##### ラジオ
- バンリク金曜日→月曜日
- 江間丈のEmargency
- 江間たけるの身の丈知らず!!（2018年4月）
  - 四国放送からの退社・フリーアナウンサーへの転向後も、MBSラジオの『ベースボールパークEXトラ!』（火 - 木曜日におけるナイトゲーム中継の後座番組）で同名の取材企画を放送していた。
- 江間丈のJRT school（月曜日、2020年 - 2021年3月）

#### フリーアナウンサーへの転身後
- あどりぶラヂオ（MBSラジオ、2021年6月19日）
- MBSベースボールパーク （MBSラジオ、2021・2022年度火 - 木曜日スタジオアシスタント）
  - 2020年度まで出演していた市川いずみ（オフィスキイワード所属のフリーアナウンサー、元・山口朝日放送アナウンサー）が、早稲田大学大学院スポーツ研究科への進学を機に、活動の拠点を東京へ本格的に移したことによる起用。プロ野球シーズン中の担当日には、ナイトゲーム中継の前座番組（2020年のみ『まだまだええなぁ! もうすぐベースボールパーク』）にも出演したほか、後座番組（『ベースボールパークEXトラ!』）でパーソナリティを務めていた（いずれも市川から継承）。
  - プロ野球シーズンで阪神戦が最初から組まれていない日には、『MBSベースボールパーク番外編』（スタジオからの生放送番組）にも随時出演。2021年度のプロ野球オフシーズン（2021年12月 - 2022年3月）には、『MBSベースボールパーク土曜日　KAMEスポレディオ』内のコーナー「藪恵壹（MBSラジオ野球解説者）の野球酒場放浪記」に登場していた。
  - スタジオアシスタントを2022年度限りで退いたことに伴って、2023年度からは、藤林温子（毎日放送アナウンサー）が火・水曜分、オフィスキイワードでの同僚に当たる河谷麻瑚（石川テレビ放送出身のフリーアナウンサー）が金曜分との兼務扱いで木曜分のアシスタントを引き継いでいる。
- SPORTS MATCH（ α-station、2022年4月4日 - 2023年3月20日、毎週月曜日19:00 - 21:00） - パーソナリティを単独で担当

## 同期のアナウンサー
- 梅山茜 - 四国放送時代の同期。江間より先にフリーアナウンサーへ転身（オフィスキイワードへ所属）した後に、MBSラジオの番組（『それゆけ!メッセンジャー』など）へレギュラーで出演している。